# Эбнер, Грегор
Грегор Эбнер (нем. Gregor Ebner; 24 июня 1892, Ихенхаузен, Бавария, — 22 марта 1974, Вольфратсхаузен, Бавария) — функционер СС, один из руководителей организации Лебенсборн, доктор медицины (1920), оберфюрер СС (20 апреля 1939 года).

## Биография
Был сыном владельца кафе в Ихенхаузене (Бавария) Грегора Эбнера и его жены Марии, урождённой Маурер. До и после Первой мировой войны в 1912—1914 и 1919—1920 изучал медицину в Мюнхенском университете. 20 августа 1914 года поступил добровольцем в санитарную службу 1-го баварского полевого артиллерийского полка. Участник Первой мировой войны, фельдшер (1918). За отличия награждён Железным крестом 2-го класса.
В 1919 году входил в Добровольческий корпус фон Эппа. После окончания обучения и получения степени доктора медицины с 1920 года был практикующим земельным врачом в Мюдау, в 1923—1937 годах — в Кирхзееоне близ Мюнхена.
1 ноября 1930 года вступил в НСДАП (членский билет № 340925), основатель местной группы НСДАП в Кирхзееоне, ортсгруппенляйтер и заместитель районного руководителя НСДАП (крайсляйтера). В 1930—1933 гг. — семейный врач рейхсфюрера СС Генриха Гиммлера. 29 июля 1931 года вступил в СС (членский билет № 13966). С 11 мая 1933 года — старший врач 1-го абшнита СС, с 1 марта 1934 года — оберабшнита СС «Юг». В 1934—1938 гг. — заместитель председателя, с 23 мая 1938 года по май 1945 — председатель дисциплинарной судебной палаты Национал-социалистического союза врачей, крейсреднер в Расово-политическом управлении НСДАП, уполномоченный по вопросам расы в округе Эберсберг.
1 мая 1936 года был назначен начальником (с 29 января 1937 руководителем) и главным врачом дома матери и ребёнка СС «Хохланд» (близ Эберсберга). С 1937 по 1 апреля 1943 года — руководитель врачей и уполномоченный по вопросам службы здоровья организации «Лебенсборн», в 1940—1945 гг. — член кураторского совета «Лебенсборна». Одновременно 1 января 1938 по май 1945 года — руководитель (фюрер СС) в Личном штабе рейхсфюрера СС, с 1 мая 1941 по апрель 1942 года — руководитель Главного отдела «L» («Лебенсборн») в Личном штабе рейхсфюрера СС, с 1 апреля 1942 года гауптабтайлунглейтер. С 1 апреля 1943 по май 1945 года — руководитель Главного отдела «G» (служба здоровья) управления «L».
После окончания войны 5 июля 1945 года арестован. В качестве обвиняемого был привлечён к суду Американского военного трибунала по Делу расовых учреждений СС в Нюрнберге. 10 марта 1948 года был приговорён к 2 годам и 8 месяцам тюремного заключения и освобождён в тот же день с учётом срока, проведённого в предварительном заключении.
После освобождения работал практикующим врачом в Кирхзееоне и Вольфратсхаузене (Бавария).